# سيراس بي. كومستوك
سيراس بي. كومستوك (بالإنجليزية: Cyrus B. Comstock)‏ هو ضابط أمريكي، ولد في 3 فبراير 1831 في Wrentham, Massachusetts ‏ في الولايات المتحدة، وتوفي في 29 مايو 1910 في نيويورك في الولايات المتحدة.

## وصلات خارجية
- سيراس بي. كومستوك على موقع الموسوعة البريطانية (الإنجليزية)